# تله‌نت (شرکت)
تله‌نت بلژیک (به انگلیسی: Telenet Belgium) شرکت مخابرات بلژیکی است، که بزرگترین ارائه‌دهنده خدمات اینترنت و پهنای باند در بلژیک می‌باشد. فعالیت‌های این شرکت، شامل ارائه سرویس‌های آنالوگ و دیجیتال تلویزیون کابلی، خدمات تلفن ثابت و تلفن همراه، می‌باشد.
شرکت تله‌نت خدمات خود را در کشورهای بلژیک و لوکزامبورگ ارائه می‌کند. بخشی از سهام این شرکت از سال ۲۰۰۵ در بازار بورس یورونکست بروکسل معامله می‌شود.